# Камбьяска
Камбьяска (итал. Cambiasca) — итальянский город с 1 666 жителями в провинции Вербано-Кузьо-Оссола в Пьемонте.

## География
Город Камбьяска лежит на равнине, на высоте 290 метров над уровнем моря на крайнем севере Италии, близ её границы со Швейцарией. Административно входит в провинцию Вербано-Кузьо-Оссола области Пьемонт. Камбьяска состоит из двух частей: Рамелло и Комеро. Соседние муниципии — Капреццо, Мьяццина, Вербания и Виньоне. Площадь города — 3,96 км². Число жителей составляет 1 666 человека (на 2017 год). Плотность населения равна 420,71 чел./км².
Покровителем коммуны почитается святой Григорий Великий, папа Римский, празднование 3 сентября.